# Ostřice malokvětá
Ostřice malokvětá (Carex parviflora) je druh jednoděložné rostliny z čeledi šáchorovité (Cyperaceae).

## Popis
Jedná se o rostlinu dosahující výšky nejčastěji 10–20 cm.. Je vytrvalá, trsnatá, lodyha je tuhá, cca 2× delší než listy. Listy jsou střídavé, přisedlé, s listovými pochvami. Čepele jsou nejčastěji 2–4 mm široké. Bazální pochvy jsou žlutohnědé až nachově hnědé, slabě síťnatě rozpadavé. Ostřice malokvětá patří mezi různoklasé ostřice, nahoře je klásek převážně samčí, dolní klásky jsou pak čistě samičí. Samčí klásek je jeden, ovšem na vrcholu často obsahuje i nějaké samičí květy, jen zřídka je čistě samčí, samičích klásků je nejčastěji 2–3, jsou 5–8 mm dlouhé, klásky jsou přisedlé nebo téměř přisedlé, víceméně hlávkovitě nahloučené. Dolní listen často přesahuje celé květenství. Okvětí chybí. V samčích květech jsou zpravidla 3 tyčinky. Blizny jsou většinou 3. Plodem je mošnička, která je 3–3,5 mm dlouhá, oválné, černé, nahoře se světlejším okrajem na vrcholu je krátký zobánek. Každá mošnička je podepřená plevou, která je za zralosti černá se světlým kýlem a okrajem. Počet chromozómů: 2n=54.

## Rozšíření ve světě
Ostřice malokvětá je převážně vysokohorský druh, většinou roste na bazických podkladech. Vyskytuje se ve velehorách střední a jižní Evropy, jako jsou hory Španělska, Pyreneje, Alpy, Karpaty, Apeniny, hory na Balkánském poloostrově. V České republice neroste, nejblíže ji najdeme ve Vysokých Tatrách a Alpách.